# ميروسلاف زيمكوفياك
ميروسلاف زيمكوفياك (بالبولندية: Mirosław Szymkowiak)‏ (مواليد 12 نوفمبر 1976) هو لاعب كرة قدم. يلعب مع منتخب بولندا لكرة القدم. سبق له أن لعب في كأس العالم لكرة القدم مع منتخب بلاده.

## مسيرته الكروية
لعب ميروسلاف زيمكوفياك خلال مسيرته الاحترافية مع 4 أندية في 18 موسمًا وسجل خلالها 43 هدفًا ضمن 319 مباراة. حيث فاز في موسمين بالكأس و6 مواسم بالدوري.
خاض ميروسلاف زيمكوفياك مسيرته مع نادي أولمبيا بوزنان في موسم 1992–93 واستمر معه طيلة ثلاثة مواسم، مشاركًا في 42 مباراة سجل خلالها 5 أهداف. ثم انتقل إلى نادي ويدزي لودز في موسم 1994–95 ليلعب معه سبعة مواسم، حيث شارك في 132 مباراة سجل خلالها 11 هدفًا. لينتقل بعدها إلى نادي فيسوا كراكوف في موسم 2000–01 ليلعب معه خمسة مواسم، مشاركًا في 91 مباراة سجل خلالها 13 هدفًا. ثم انتقل إلى نادي طرابزون سبور في موسم 2004–05 واستمر معه طيلة ثلاثة مواسم، مشاركًا في 54 مباراة سجل خلالها 14 هدفًا.

## روابط خارجية
- ميروسلاف زيمكوفياك على موقع الاتحاد الدولي (مؤرشف)  (الإنجليزية)
- ميروسلاف زيمكوفياك على موقع الاتحاد الأوربي (الإنجليزية)
- ميروسلاف زيمكوفياك على موقع اتحاد تركيا (لاعب) (الإنجليزية)
- ميروسلاف زيمكوفياك على موقع قاعدة بيانات كرة القدم.إي يو (الإنجليزية)
- ميروسلاف زيمكوفياك على موقع ناشيونال فوتبول تيمز (الإنجليزية)
- ميروسلاف زيمكوفياك على موقع Soccerway.com (الإنجليزية)
- ميروسلاف زيمكوفياك على موقع عالم كرة القدم.نت (الإنجليزية)